# Skippers Seafood & Chowder House
O Skippers Seafood & Chowder House é um grupo de restaurantes de propriedade e operação independentes licenciados pela Harbor Wholesale. Atualmente, há restaurantes Skippers licenciados operando nos estados de Washington, Oregon, Idaho e Califórnia. A Skippers produz clam chowder, molho tártaro, molho para coquetel e molho para salada de repolho, tanto no varejo quanto em tamanhos industriais. Os itens de varejo são vendidos em mercearias, lojas de conveniência e pela internet. Há mais de 50 locais da frota da Skippers operando sob contratos de licença limitada com a Harbor Wholesale.

## História
A Skippers foi fundada em 1969 por Herb Rosen em Bellevue, Washington. Inicialmente, servia peixe frito, camarões, vieiras, amêijoas e chowder. Sua sede corporativa foi transferida para Edmonds e depois para SeaTac. A Skippers, Inc. foi dissolvida em 2007 e a marca Skippers foi vendida.
O Skippers experimentou um rápido crescimento durante a década de 1970, com a abertura de novos restaurantes em vários estados do oeste e na Colúmbia Britânica, no Canadá. Em 1989, a NPC International, sediada no Kansas, comprou a Skippers, Inc., fechando alguns restaurantes. A NPC International operou a Skippers até ser comprada pela Meridian Capital em 1995. De 1995 a 2002, a equipe de gerenciamento do Skippers introduziu uma linha de entradas grelhadas, incluindo salmão grelhado de captura selvagem, halibute e frango.
No final de 2002, a Skippers foi comprada por um grupo de investidores do noroeste do Pacífico. Novos logotipos e produtos foram introduzidos na primavera de 2003 e novamente em 2007. Em 2007, havia lojas Skippers em funcionamento em Idaho, Montana, Oregon, Utah e Washington.
Em 12 de dezembro de 2006, a Skippers, Inc., entrou com um pedido de falência de acordo com o Capítulo 11 na Suprema Corte dos Estados Unidos em Seattle durante uma liquidação organizacional. A Skippers, Inc. foi liquidada em 29 de junho de 2007. 14 das 58 lojas restantes foram vendidas a várias pessoas físicas e jurídicas por meio de contratos de licença limitada depois que a Skippers entrou inicialmente com pedido de falência. Depois que as vendas de unidades individuais e os fechamentos foram finalizados, a Skippers, Inc. deixou de existir.
A Starway Restaurants adquiriu a propriedade intelectual da Skippers Seafood & Chowder no final de 2007, formando uma parceria com a Harbor Wholesale para criar os locais “Go Fleet” em 2013. A Starway acabou vendendo a propriedade intelectual para a Harbor Wholesale no início de 2022. Em julho de 2024, havia dois restaurantes Skippers convencionais conhecidos como “Flagship Restaurant” operando no estado de Washington. A Skippers oferece um número limitado de itens de menu nos restaurantes “Fleet Grab & Go”, normalmente encontrados em lojas de conveniência e supermercados, no estado de Washington, Idaho, Oregon e Califórnia.